# Rawa Blues Festival

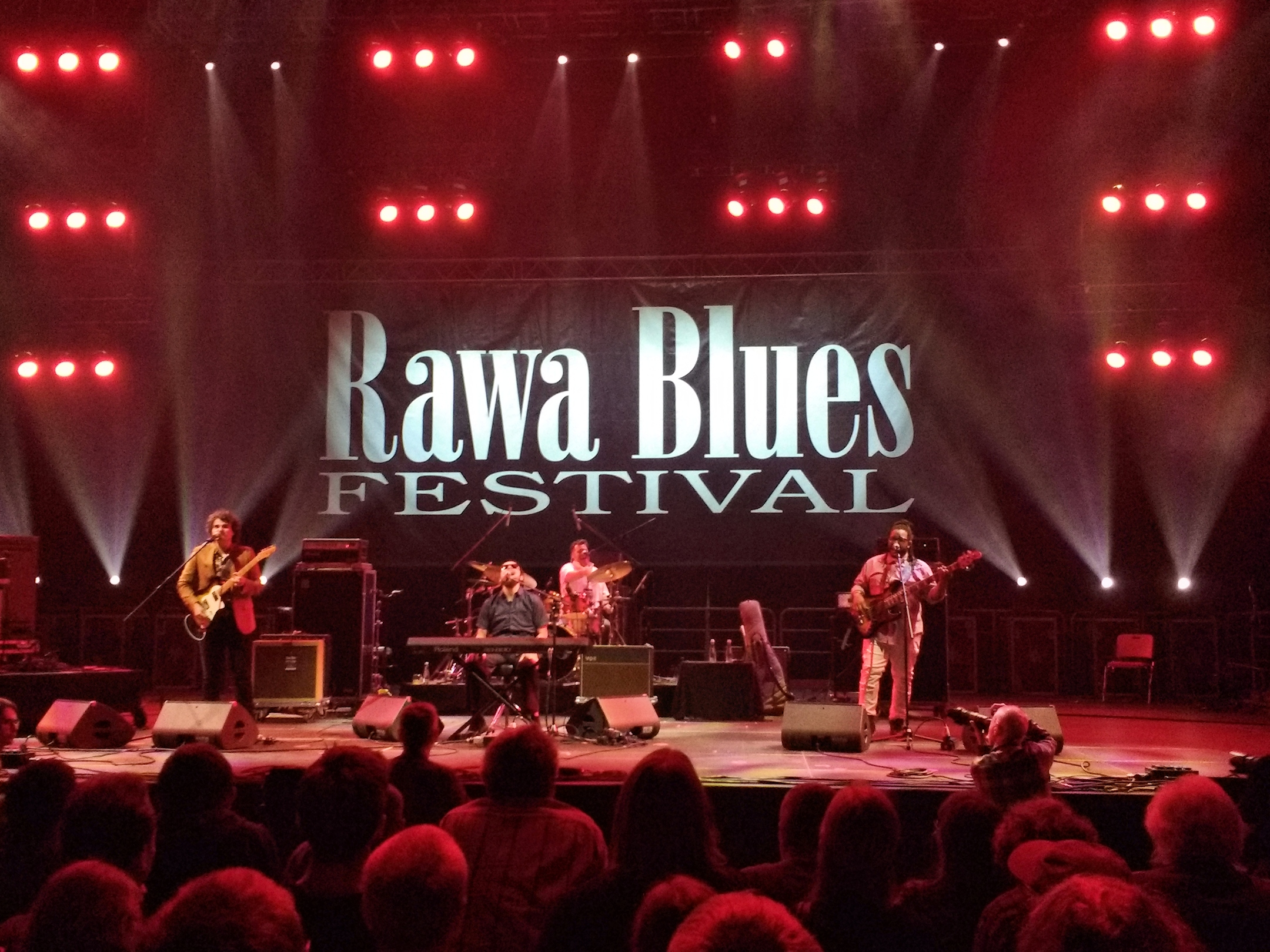
Victor Wainwright and the Train am Rawa Blues Festival 2019

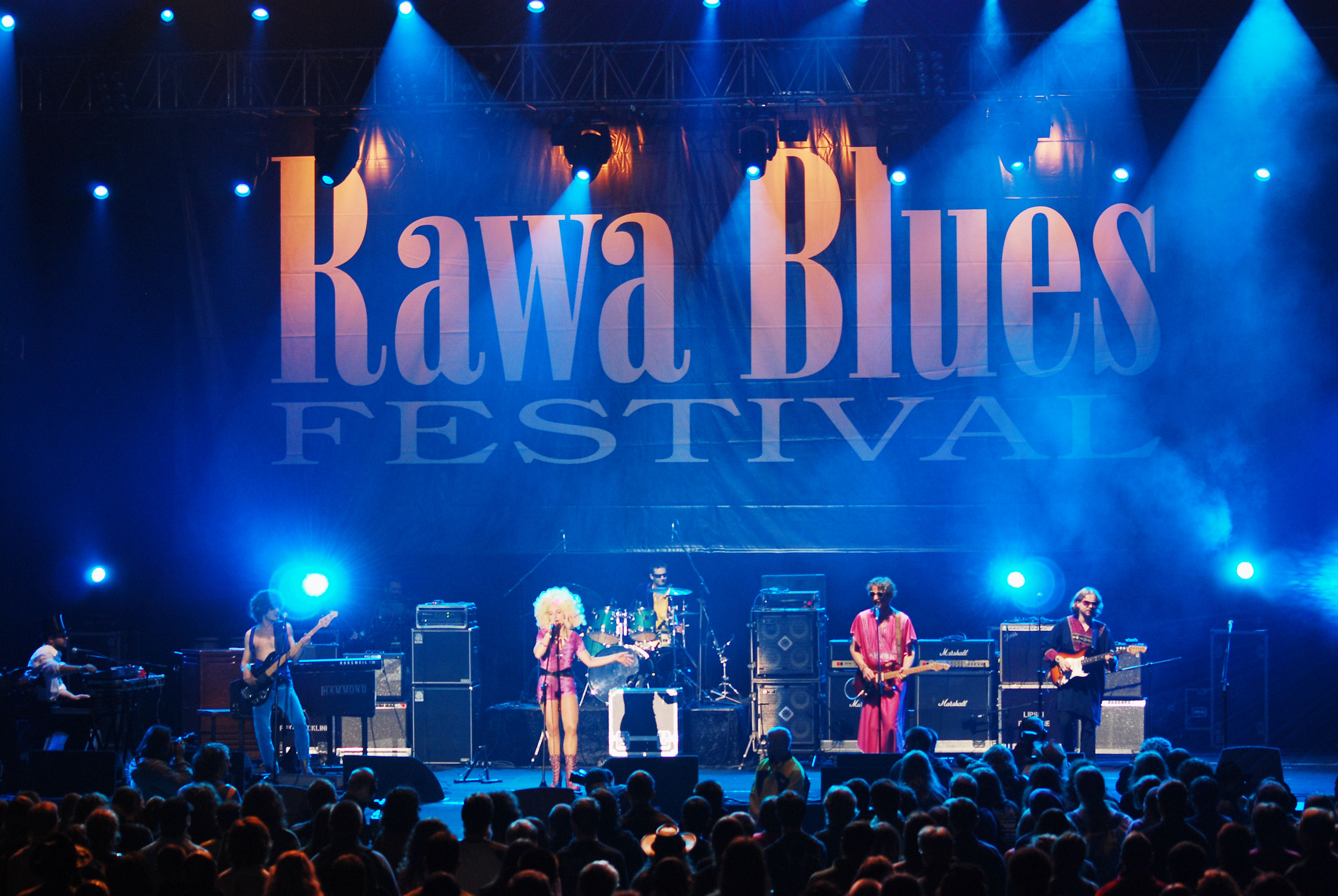
Big Fat Mama am Rawa Blues Festival 2007

Rawa Blues Festiwal ist das größte und eines der ältesten in Polen stattfindende Blues-Festival. Von Anfang an fand es in der Mehrzweckhalle „Spodek“ in Katowice statt. Der Name des Festivals kommt vom Kattowitzer Fluss Rawa. Der Gründer und Organisator des Festivals ist Ireneusz Dudek, ein auch unter den Namen Irek Dudek und Shakin’ Dudi bekannter polnischer Blues-Musiker.
Auf dem Festival traten unter anderem Dżem, Irek Dudek, Tadeusz Nalepa, Luther Allison, Junior Wells, Koko Taylor, Carey Bell, John Cephas, Phil Wiggins, C. J. Chenier, Rory Block, Little Charlie & the Nightcats, Guitar Shorty, Vernon Reid, Debbie Davies, Canned Heat,  Keb’ Mo’ und Nora Jean Bruso auf.

## Geschichte
Das erste Festival fand zwischen April und Mai 1981 statt. Während der „I Ogólnopolskie Spotkania z Bluesem Rawa Blues“ (1. polnische Blues-Begegnungen), wie das Festival damals hieß, wurden Auftritte in den Clubs Akant, Kwadraty, Medyk, Puls und Wahadło organisiert. Dabei traten unter anderem Elżbieta Mielczarek, Paweł Ostafil, Dżem und Easy Rider auf. In den folgenden Jahren, auch im Kriegszustand, traten dort alle wichtigen polnischen Blues-Musiker auf.
Bis 1991 war das Festival ein Treffpunkt für vor allem inländische Bands. Ab 1992 bekam es internationalen Charakter, da sich der Gründer bemühte wichtige internationale Musiker auftreten zu lassen. Die Konzerte in der Halle „Spodek“ fanden 1992 vor 10.000 Hörern statt.